# Бюрг, Г. ван ден
Г. ван ден Бюрг (нидерл. G. Van Den Burgh) — индонезийский футболист, полузащитник.

## Биография
В 1938 году играл за индонезийский клуб «СВВ Семаранг».
В 1938 году главный тренер сборной Голландской Ост-Индии Йоханнес Христоффел Ян Мастенбрук вызвал Бюрга на чемпионат мира, который проходил во Франции и стал первым мундиалем для Голландской Ост-Индии и Индонезии в истории. На турнире команда сыграла одну игру в рамках 1/8 финала, в котором она уступила будущему финалисту турнира Венгрии (6:0). Бюрг не принял участия в этом матче.